# Нефедово (Калужская область)
Нефедово — деревня в Юхновском районе Калужской области России. Входит в состав сельского поселения «Деревня Погореловка». Ранее входила в состав Медынского уезда.

## География
Расположена на левобережье реки Угра в 18 км от Юхнова.

## Население
| 2002 | 2010 |
| ---- | ---- |
| 13   | →13  |